# Pusto Šilovo
Pusto Šilovo es un pueblo ubicado en la municipalidad de Medveđa, en el distrito de Jablanica, Serbia.

## Superficie
Posee una superficie de 11,07 kilómetros cuadrados.

## Demografía
Hasta 2011 la población era de 65 habitantes, con una densidad de población de 5,870 habitantes por kilómetro cuadrado.